# Kajakarahu
Kajakarahu – wyspa w Estonii na północny wschód od wyspy Ahelaid. Leży na Morzu Bałtyckim.